# Norma Belgrano
Norma Belgrano Menacho (Lima, 9 de junio de 1934 - Miraflores, 18 de junio de 2022) fue una presentadora de televisión, actriz, productora y empresaria peruana, conocida por haber presentado el programa musical Cancionísima durante los años 1960, además de contar con una amplia trayectoria artística.

## Biografía
Nació el 9 de junio de 1934 en Lima, proveniente de una familia de clase media alta. Empezó su carrera artística desde joven en la extinta emisora local Radio Club Infantil, de la mano de Maruja Venegas.
Pero fue en la década de los años 1960, cuando se incursiona en los programas de televisión, sumándose los espacios Casino Phillips y ¿Cuál es mi secreto?.Copresentó el espacio Hellen Curtis pregunta al lado del presentador Pablo de Madalengoitia y fue conductora del otro formato Venciendo con Vencedor, donde a la vez se desempeñó como colaboradora.
En el año 1962, alcanzaría al estrellato como conductora de la revista musical Cancionísima volviendo a trabajar con de Madalengoitia, donde se mantuvo por varios años hasta 1968. Seguidamente participó en la actuación, haciendo su debut con la telenovela El otro en 1962 y posteriormente, fue protagonista de la telenovela Mujercitas el año siguiente, compartiendo roles con los otros artistas locales Fernando Larrañaga, Elvira Travesí, Regina Alcóver e Isabel Duval. Fue parte del reparto principal de las otras producciones del mismo formato Te ayudaré por siempre y Fugitivos de amor en 1969.
Como empresaria, fue dueña de su propio instituto de belleza, inaugurado en 1965, operando en el distrito de San Isidro.
En el año 1974, condujo el espacio televisivo Triángulo por el canal Panamericana junto a Pepe Ludmir y Humberto Martínez Morosini por un breve tiempo. Tras concluir sus trabajos en su país, partió a México en 1977 para continuar con su carrera artística de la mano de la productora Telemundo. Años más tarde, se incursionó como productora general de las telenovelas Guadalupe (1993-1994) y Morelia (1995). 
Regresa al Perú años más tarde, viviendo sus últimos años en el distrito de Miraflores, provincia de Lima; donde falleció a causa de una neumonía el 18 de junio de 2022 a la edad de 88 años.

## Filmografía

### Televisión
- Casino Phillips (1959)
- ¿Cuál es mi secreto? (1960)
- Hellen Curtis pregunta (1960), copresentadora.
- Venciendo con Vencedor (1961), colaboradora.
- Cancionísima (1962-1968), presentadora.
- El otro (1962), rol principal.
- Mujercitas (1963), protagónico.
- Te ayudaré siempre (1969), rol principal.
- Fugitivos de amor (1969), rol principal.
- Triángulo (1974), presentadora.
- Guadalupe (1993-1994), productora general.
- Morelia (1995), productora y exteriores.

### Radio
- Radio Club Infantil (1958)

### Spot publicitario
- Scala Gigante (1968), imagen comercial.